# مكيشيفة
مكيشيفة هي قرية عراقية في قضاء سامراء، في محافظة صلاح الدين، وعلى مسافة 40 كم جنوب تكريت على الطريق الرابط بين سامراء وتكريت، مكيشيفة شمالي بغداد والبعد بينهما 130 كيلومتراً. يعتمد اهلها على الزراعة ورعاية المواشي.وتحوي على العديد من المناطق،الناحية والجزيرة وكارات البمنصور وتحيط بها العديد من القرى. 